# Tini Wagner
Catharina „Tini” Wilhelmina Wagner, po mężu Boekhorst (ur. 17 grudnia 1919 w Amsterdamie, zm. 2 czerwca 2004 w Soest) – holenderska pływaczka, złota medalistka olimpijska z Berlina.
Zawody w 1936 były jej jedynymi igrzyskami olimpijskimi. Medal zdobyła w sztafecie 4 × 100 metrów stylem dowolnym, poza nią tworzyły ją Rie Mastenbroek, Willy den Ouden i Jopie Selbach. 